# Bajszos pitta
A bajszos pitta (Erythropitta kochi) a madarak osztályának verébalakúak (Passeriformes)  rendjébe és a pittafélék (Pittidae) családjába tartozó faj.

## Rendszerezése
A fajt Friedrich Brüggemann német ornitológus írta le 1876-ban, a Pitta nembe Pitta kochi néven. Egyes szervezetek jelenleg is ide sorolják.

## Előfordulása
Endemikus faj, csak a Fülöp-szigetekhez tartozó Luzon szigetén honos. Természetes élőhelyei a szubtrópusi és trópusi síkvidéki és hegyi esőerdők, valamint másodlagos erdők. Állandó nem vonuló faj.

## Megjelenése
Testhossza 23 centiméter.

## Természetvédelmi helyzete
Az elterjedési területe nem nagy, egyedszáma 10 000-19 999 példány közötti és csökken. A Természetvédelmi Világszövetség Vörös listáján mérsékelten fenyegetett fajként szerepel.